# Virus dsDNA-RT
Virus dsDNA-RT là nhóm thứ bảy trong phân loại virus Baltimore. Chúng không được coi là virus DNA (phân loại I của Baltimore), nhưng, thay vào đó là virus sao chép ngược vì chúng sao chép thông qua một trung gian RNA. Nó bao gồm các họ Hepadnaviridae và Caulimoviridae.
Thuật ngữ "pararetrovirus" cũng được sử dụng cho nhóm này. Thuật ngữ này được giới thiệu vào năm 1985.